# Lillsjön (Rolfstorps socken, Halland)
Lillsjön är en sjö i Varbergs kommun i Halland och ingår i Himleåns huvudavrinningsområde.